# The Golden Child
The Golden Child (bra: O Rapto do Menino Dourado; pt: O Menino de Ouro) é um filme americano de comédia de ação e fantasia sombria de 1986, dirigido por Michael Ritchie e estrelado por Eddie Murphy.
The Golden Child foi produzido e distribuído pela Paramount Pictures; apesar das críticas mistas, o filme foi um sucesso de bilheteria. O "Menino Dourado" que dá nome ao filme foi na realidade interpretado por uma atriz, J.L. Reate, sendo esta sua única atuação nos cinemas.

## Enredo
Em um templo remoto do Tibet,  O "menino dourado" (J.L. Reate) é um garotinho com extraordinários poderes - que é considerado uma
espécie de encarnação de Buda - que foi enviado ao mundo para trazer o dom de compaixão para a humanidade. Mas o Diabo não fica parado e envia seu emissário, Sardo Numspa (Charles Dance), para sequestrar a criança dourada. Sardo foge com a criança e vai para Los Angeles. Lá Kee Nang (Charlotte Lewis), uma bela sacerdotisa tibetana, procura Chandler Jarrell (Eddie Murphy), um detetive e assistente social que se autodenomina "descobridor de crianças perdidas" e estava investigando o caso de uma menina desaparecida chamada Cheryll Mosley. Kee fala para Chandler que ele foi escolhido para salvar a criança mágica dos malfeitores e salvar o mundo do mal. Antes que Chandler pudesse dar sua resposta, ele se vê segurando um punhal mágico e logo está envolvido por diversas aventuras, além de se apaixonar por Kee Nang.

## Elenco
- Eddie Murphy como Chandler Jarrell
- Charlotte Lewis como Kee Nang
- J.L. Reate como O Menino Dourado
- Victor Wong como Velho Goupa
- Charles Dance como Sardo Numspa
- Randall "Tex" Cobb como Til
- James Hong como  Dr. Hong
- Shakti Chen como Kala
  - Marilyn Schreffler  como a voz de Kala
- Tau Logo como Yu
- Tiger Chung Lee como Khan
- Pons Maar como Fu
- Peter Kwong como Tommy Tong
- Wally Taylor como Detetive Boggs
- Eric Douglas como Dragão Amarelo
- Charles Levin como apresentador de TV
- Frank Welker como as vozes da Coisa e O Lorde das Trevas

## Produção
O fotógrafo profissional Dennis Feldman tornou-se roteirista e desenvolveu um roteiro intitulado "The Rose of Tibet", descrito como um "filme no estilo Raymond Chandler com elementos sobrenaturais". A história atraiu a atenção de Hollywood e, após uma guerra de lances, a Paramount Pictures comprou o roteiro por US$ 330,000 dólares. Feldman pretendia que fosse uma história de detetive em vez de uma comédia e pensou em Mel Gibson para o papel principal. John Carpenter chegou a ser considerado para dirigir o filme, mas preferiu trabalhar em Big Trouble in Little China (1986), estrelado por Kurt Russell; quando o projeto foi reescrito como uma comédia estrelada por Eddie Murphy, este contatou George Miller para dirigir o filme. O cineasta australiano teria recusado após esperar por Murphy em uma reunião por quatro horas.
JL Reate, que interpretou o "Menino Dourado", o personagem titular, era na verdade uma menina: Jasmine Lauren Reate, que tinha sete anos quando as filmagens começaram. Esta foi sua única atuação no cinema, mas ela acabou entrando para a indústria cinematográfica de qualquer maneira: em 2019, Reate era diretora executiva de eventos no Festival de Cinema de Toronto.
As filmagens ocorreram em diferentes localidades da Califórnia (como Los Angeles e Beverly Hills) e também no Nepal. Para os efeitos especiais, a equipe usou CGI, bem como stop motion e go motion tradicionais.

## Recepção

### Bilheteria
Lançado em dezembro de 1986, The Golden Child foi um sucesso de bilheteria. Ele arrecadou US$ 79.817.937 somente nos Estados Unidos, tornando-se o oitavo maior filme do ano. "Meus filmes recuperam seu dinheiro", comentou Murphy em 1989. "Não importa o que eu sinta, por exemplo, sobre The Golden Child - que foi uma merda - o filme arrecadou mais de US$ 100 milhões. Então, quem sou eu para dizer que é uma droga?". Depois desse filme, Murphy passou a escrever o roteiro de muitos de seus filmes.[carece de fontes?]
Apesar do sucesso comercial, o filme não atendeu às expectativas da Paramount quando comparado ao filme anterior de Murphy, Beverly Hills Cop (1984), que arrecadou US$ 234.760.478 nas bilheterias americanas.

### Resposta da crítica
No Rotten Tomatoes, o filme possui uma taxa de aprovação de 22% com base em 27 avaliações, com uma classificação média de 4,3/10. No Metacritic, o filme tem uma pontuação de 37 em 100, com base nas avaliações de 12 críticos, indicando "críticas geralmente desfavoráveis". O público pesquisado pelo CinemaScore deu ao filme uma nota média de "B" em uma escala de A+ a F.
Roger Ebert, do Chicago Sun-Times, deu ao filme três de quatro estrelas, declarando: "The Golden Child pode não ser o filme de Eddie Murphy que esperávamos, mas serve. É mais engraçado, mais seguro e mais adequado a Murphy do que Beverly Hills Cop e mostra um lado de sua personalidade cômica que não acho que tenha sido muito apreciada: sua doçura subjacente essencial. A comédia de Murphy não se baseia em mágoa e agressão, mas em afeição e em uma compreensão que vem de ver através dos outros personagens."
O escritor Dennis Feldman ficou decepcionado com o filme e achou que eles deveriam ter levado o roteiro mais a sério "mas, em vez disso, todos queriam fazer uma comédia de Eddie Murphy" e criticou o diretor Michael Ritchie, dizendo "não é o que o diretor deveria ter feito - e ele nem fez tão bem assim." Charles Dance (que interpretou o vilão Sardo Numspa) disse: "Achei que gostaria muito de fazer um filme com Eddie Murphy porque ele me faz rir. O personagem era vilão, mas ele era um vilão cômico, na minha opinião, e eu nunca tinha feito um filme assim antes. Não acho que, como ator, você deva recuar diante de qualquer experiência, então pensei: 'OK, vamos fazer isso'. E eu fiz isso, e sei que é reprisado repetidamente e muitos fãs desse tipo de coisa dizem que é seu filme favorito. Foi divertido. Eu gostei de fazer isso."
Em entrevista para a Fangoria em 1992, Dance disse que o roteiro original era bem diferente do que foi mostrado, com a equipe reescrevendo diversas cenas para adequá-las ao estilo de Eddie Murphy. Golden Child era originalmente um roteiro muito interessante com muita ressonância, mas a Paramount desistiu. Quando o exibiram pela primeira vez, era um tipo de filme muito diferente para Eddie Murphy. A Paramount deu muita atenção ao desconforto do público teste sobre o personagem desconhecido de Eddie. Eles o conheciam tão bem de Beverly Hills Cop que queriam que o personagem fosse muito mais parecido com aquilo. Então, o estúdio voltou e refilmou muitas cenas de Eddie fazendo Eddiemurphyismos e as colocou no filme. Então, eles tiraram algumas músicas realmente suntuosas, estranhas e bonitas de John Barry e as substituíram por algo mais funk. Então, basicamente, o que você assistiu foi Beverly Hills Cop no Tibete.